# Quercus saulii
Quercus saulii är en bokväxtart som beskrevs av Camillo Karl Schneider. Quercus saulii ingår i släktet ekar, och familjen bokväxter. Inga underarter finns listade i Catalogue of Life.